# エキシビション

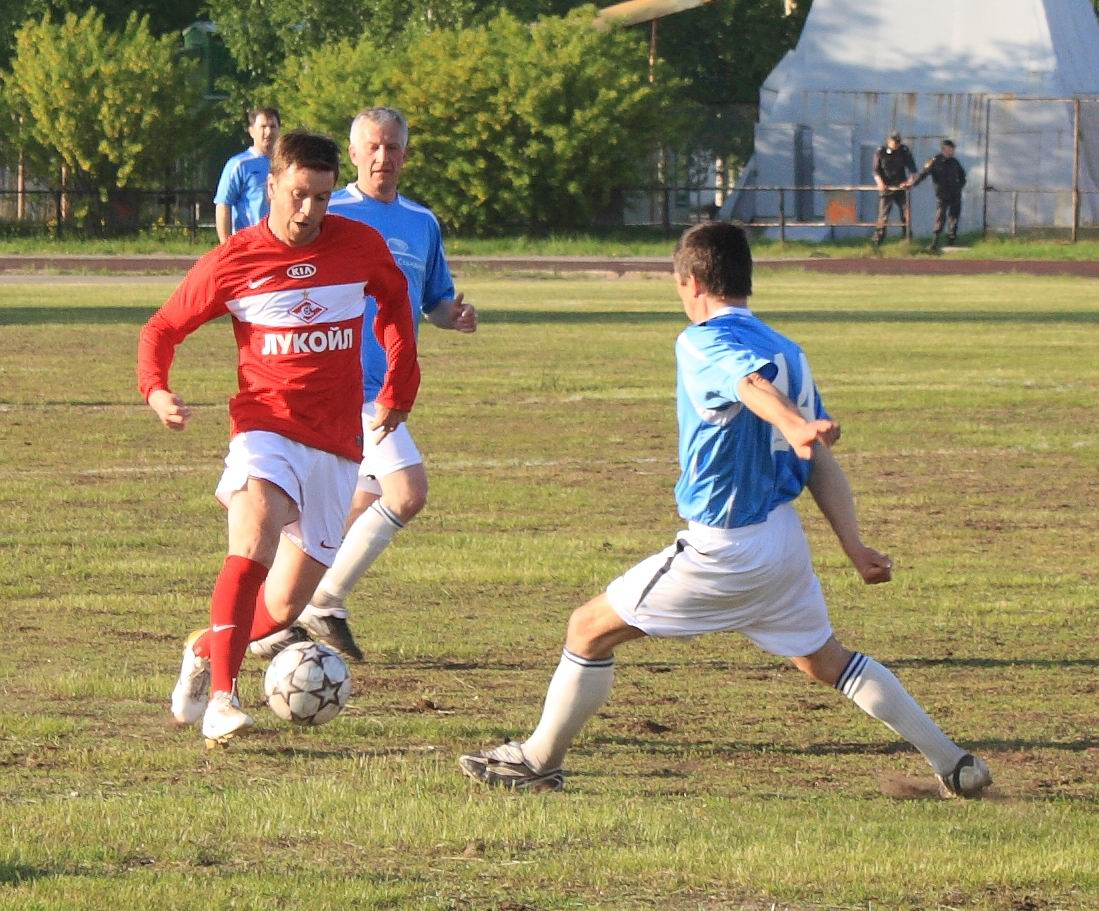
エキシビション

エキシビション（エキジビション、Exhibition）は、公式記録としない公開演技や模範試合を意味する。スポーツの世界において、行われる特別実演。フィギュアスケートや体操競技などの客前で演技するものについては、ガーラ（Gala、演技会）と呼ぶこともある。勝ち負けのある試合を行うが、公式結果としてカウントしないもの、勝ち負けの判定をそもそも行わないもの、試合ではなくエキシビション専用（模範試合）の演目を行うものまで様々である。
英語一般で「エキシビション」とは本稿も含む「展示」「展覧」という意味である。なお「エキシビジョン」は誤記。

## ボクシング
ボクシングのエキシビションは、明確な定義はないが、競技の一部ではない、選手がスキルを披露するために行われる非公式試合とされており、日本では「公開スパーリング」とも呼ばれる。ボクシングのエキシビションは、プロレスやバスケットボールのハーレム・グローブトロッターズのように事前に勝敗が決められているものではないが、扱いは公式試合ではない。そのため公式試合への参加資格を満たさない選手も出場可能であり、プロのライセンスを持たない選手でもプロの興行中に試合を行う機会でもある。「セレブリティ・ボクシング」として行われることも多い。
選手は通常、大きなボクシンググローブを着用する場合が多い（昔はヘッドギアも着用する場合が多かった）。ラウンド数は試合によって異なるが、通常3ラウンドから8ラウンドで行われる。通常は勝敗は付けないか、KO決着のみとなるが、判定で勝敗を付ける場合もある。ただし勝敗が付いた場合でも通常は通算戦績には加わらない。
20世紀初頭、ボクシングのエキシビションは全米で人気を博し、ジャック・デンプシーやジャック・ジョンソンといったスターボクサーが数々のエキシビションを行った。その後エキシビションの人気は衰退するが、モハメド・アリが現役中にマイケル・ドークス、NFL選手のライル・アルゼイド、NHL選手のデイブ・セメンコらとボクシングのエキシビションで対戦し、ジョージ・フォアマンも公式試合でモハメド・アリと対戦し敗れ世界ヘビー級統一王座から陥落した6か月後に、一晩に5人のプロボクサーと対戦するエキシビションを行った。
2006年、現役を引退していたマイク・タイソンがエキシビションでワールドツアーを行うと発表するが、実際にエキシビションを行ったのは元スパーリングパートナーのコーリー・サンダースとの1試合だけであった。
2009年、現役を引退した直後のオスカー・デ・ラ・ホーヤがNBA選手のシャキール・オニールとABCのテレビ番組「Shaq Vs.」の中でエキシビションで対戦した。
2014年、フリオ・セサール・チャベスがリングに復帰し、貧しい子供たちや麻薬更生施設のチャリティーとしてエキシビションを行った。
2018年12月31日、現役を引退していたフロイド・メイウェザーが日本のRIZIN.14でキックボクサーの那須川天心とエキシビションで対戦し、メイウェザーはこれを皮切りに朝倉未来や、YouTuberのローガン・ポールやデジ・オラトゥンジらとエキシビションを行った。またこのメイウェザーのエキシビションが興行的に成功した影響で、人気YouTuberや人気TikTokerなどのインフルエンサーやインターネットセレブリティ、NFLやNBAの元スター選手などが数々のエキシビションを行った。
2020年11月28日、マイク・タイソンとロイ・ジョーンズ・ジュニアがエキシビションで対戦し判定で引き分けとなった。
2021年9月11日、イベンダー・ホリフィールドと元総合格闘家のビクトー・ベウフォートがエキシビションで対戦し、ベウフォートが1回KO勝ちを収めた。
日本では現役王者の顔見せやデビュー前の選手のお披露目、引退試合として通常の興行内で行うことが多いが、2005年1月25日には「新潟県中越地震チャリティーボクシング」、2021年2月11日には井上尚弥vs比嘉大吾や京口紘人vs八重樫東が行われた他、内山高志や武居由樹、岡澤セオンらが出場した「LEGEND」と題したエキシビションイベントがそれぞれ開催された。また、2007年には女子の解禁へ向けて男子の興行でエキシビションも行われている。一方で事情により公式戦が不可能になった際に代替としてエキシビションとなる場合もある（一例として亀田興毅の引退試合。亀田は試合に向けてJBCボクサーライセンスを再取得したが、対戦相手に予定していたポンサクレック・ウォンジョンカムがJBCの定める年齢制限に抵触していたため、エキシビションに変更された）。その他、総合格闘技のRIZINやDEEPにおいてボクシングルールのエキシビションが組まれている。

### JBCの規定
- エキシビションとしてのスパーリングは原則として6回戦までと定められている。
- JBCライセンスを持つ者がJBC管轄外でスパーリング（ボクシングに関連するエキシビション）を行う場合は、JBCの許可が必要となる。

### 国際ボクシング協会 (AIBA)の規定
アマチュアの選手はプロのエキシビションに参加すると、アマチュア規定に触れる場合もある。

## サッカー
サッカーにおいては、非公式戦（エキシビションマッチ）を「親善試合」（英: friendly, friendly match）と称し、特に他国の代表・クラブとの試合を「国際親善試合」（英: international friendly, international friendly match）と称する。
W杯前等の大会前に代表チーム強化の為に行う試合を「強化試合」（英: warm-up game）と称する。
サッカーの草創期には元々公式戦が存在せず、各チームは親善試合を繰り返して経験を積んだ。しかし、1888年に世界で初めてのサッカーリーグであるフットボールリーグが誕生すると、以降世界各地でサッカーの全国リーグが創設され、その重要度は低下傾向にある。
また、オールスターチームや選手の呼びかけにより結成された特別チーム等によって行なわれる、チャリティー募金活動の為の試合などもエキシビションマッチの一つであるが、通常は「チャリティーマッチ」と呼ばれる。

### クラブチーム
現在のクラブチームにおいては、シーズンの始まる前に親善試合（プレシーズンマッチ）を行い、新たなシーズンに向けてのチーム作りの一環として実施される。このため、公式戦とは異なるルール（選手交代枠の拡大もしくは無制限、カードの累積の無視など）が導入されることも少なくない。多くの場合は近隣の大規模クラブと小規模クラブの間（例えばイングランドにおけるニューカッスル・ユナイテッドFCとゲーツヘッドFCの間など）で実施されることが多い。
エミレーツ・カップやトロフェオ・テレサ・エレーラ、インターナショナル・チャンピオンズ・カップのように、スポンサーが賞金を拠出して実施される国際的なプレシーズンマッチも存在するが、これらは多くのクラブにおいて公式な戦績として記録されない。
2022年には、ワールドカップが11月から12月に開催されることもあり、各国のリーグの中断期間、あるいは前倒しによる終了間もない期間（ポストシーズンマッチとして開催）において、エキシビションマッチが各地で開催された。
エキシビションマッチほどの規模ではないが、新たなシーズンが始まる前や、中断期間におけるチーム作りの一環として実施される試合としては、トレーニングマッチ（Training Match、TM、練習試合）（テストマッチと呼ばれることもある）が組まれることが多い。その中には最初にマッチ（試合）をして、中間にトレーニングを組み、最後にまたマッチ（試合）をすると言うマッチトレーニングマッチ（M-T-M）と呼ばれるものもある。

### ナショナルチーム
サッカー日本代表などのナショナルチーム（代表チーム）における国際親善試合は、主要な国際大会（FIFAワールドカップやUEFA EURO・AFCアジアカップなどの大陸選手権）の準備の一環として行われる。ナショナルチームは大会ごとにクラブチームからメンバーを招集されるため、戦術面や連携面などでチーム強化の期間が限られており、国際親善試合はチーム力強化のために不可欠な存在となっている。一方で、国内リーグのシーズン中に期間を定めて行われることの多い国際親善試合はクラブチームにとって選手の怪我や疲労のリスクが大きく、利害の対立する存在となっている。
クラブチームの（国際）親善試合と異なり、ナショナルチームの国際親善試合の多くは国際サッカー連盟 (FIFA) によってFIFAランキングを算出する際の対象となる公式戦となり、個人記録においても代表戦への出場回数並びに得点数としてカウントされる。但し、選手にキャリアを積ませる目的で（或いはFIFAランキングを上げるために）選手交代を11回も行うという事例が生じたことにより、FIFAが国際親善試合を公式記録として認定するためには、選手交代枠を最大6人までとする（それ以上の交代枠を認めた場合、代表戦への記録として含めない）ルールが2004年に導入されている。
国際親善試合の多くはFIFAの定めた年5回の代表戦開催期間（FIFAインターナショナルマッチカレンダー）に行われる。この間に開催された国際親善試合に選手が招集された場合、クラブは原則としてこれに応じなければならないという取り決めがある。逆にこの期間以外に開催される国際親善試合へは、クラブは選手の招集を拒否することが出来るとされている。
各国のサッカー協会が主催し複数の代表チームが参加する国際親善試合として、キングスカップ（タイサッカー協会主催）、キリンカップサッカー、キリンチャレンジカップ（共に日本サッカー協会主催）、チャイナ・カップ（中国サッカー協会主催）、アルガルヴェ・カップ（女子代表の国際親善試合、ポルトガルサッカー連盟主催）などがある。

## フィギュアスケート
フィギュアスケートのエキシビションは、大規模な競技会ですべての競技種目が終了した後に行われる、上位入賞者達による、採点や順位付けを伴わない演技のことである。エキシビションでは技や演出の制限はない。
アイスショーはこのエキシビションを単独の興行として提供しているものである。

## 体操競技
体操競技のエキシビションは、競技会で全ての競技が終了した後、もしくは新体操の競技が始まる前に行われる。出場できるのは上位入賞者（夏季オリンピックや世界体操競技選手権では原則として5位以内の選手と開催国の選手）で、出場できることは大変な名誉となる。
フィギュアスケートなど他のスポーツで行われているものと同様、採点は一切行われず、技の規定や制限もない。プレッシャーがない中でのびのびと演技する選手を見ることができる。

## バスケットボール
バスケットボールの場合、非公式戦をエキシビションと呼ぶが、エキシビションのみを行うチームも存在する。
エキシビションでは勝利よりも華麗なプレーに重点が置かれ、これらのチームによるものをショーバスケと呼ぶ場合もある。
特にハーレム・グローブトロッターズが有名。

## プロレス
プロレスのエキシビションは通常の興行の中で「エキシビションマッチ」として行われることが多く、往年の名レスラーが同世代のレスラーか若手を相手に顔見せ的な試合を行うものである。プロレスは他のスポーツに比して比較的高齢まで現役続行が可能なので（ルー・テーズは59歳でアントニオ猪木のNWF王座に挑戦した）、わざわざエキシビションと銘打って試合を行う場合、「往年のクオリティーを期待しないで下さい」という予防線の意味があることもある。
これから転じて、井上義啓がジャイアント馬場＆アンドレ・ザ・ジャイアント組（大巨人コンビ）の試合を「エキシビション的」と書いたことがあった。
一方でこのエキシビション・マッチは、デビュー前の練習生同士もしくは練習生対選手の形で行われ、試合経験を積ませると共に紹介の意味合いを併せ持ち、WNCなど一部団体では公開プロテストを兼ねる場合もある。大抵の場合は3分から5分間でのスパーリングのような形となり、勝敗は付けないのが原則だが、団体などによっては、一定時間内（3分から5分）にピンフォール・タップアウトを奪った回数で勝敗を付けたり、通常の試合と同様に勝敗を付ける場合もある。

## その他、別名称で呼ばれるもの
- ガーラ - フィギュア-スケートなど順位が決まった後に披露する演技のことをガーラと言う場合がある。
- オナーダンス - 競技ダンスで順位が決まった後に上位の組が披露するダンス。